# استانتونسبورگ (کارولینای شمالی)
استانتونسبورگ (به انگلیسی: Stantonsburg) شهری در ایالت کارولینای شمالی کشور ایالات متحده آمریکا است که جمعیت آن در سرشماری سال ۲۰۱۰ میلادی، ۷۸۴ نفر بوده‌است.